# تاون‌شیپ بیوکانان، میشیگان
تاون‌شیپ بیوکانان (به انگلیسی: Buchanan Township) یک تاون‌شیپ در ایالات متحده آمریکا است که در شهرستان برین، میشیگان واقع شده‌است. تاون‌شیپ بیوکانان ۸۵٫۹ کیلومتر مربع مساحت و ۳٬۵۲۳ نفر جمعیت دارد و ۲۳۹ متر بالاتر از سطح دریا واقع شده‌است.